# Pasi Karjula
Pasi Eerik Karjula, född 6 maj 1964 i Jyväskylä, var en finländsk bildkonstnär och skulptör. 
Karjula utbildade sig först till snickare och studerade sedan vid konstskolan i Kankaanpää 1985–1986 samt vid Bildkonstakademin 1986–1991. Han har blivit känd för sina grovt tillyxade eller sågade träskulpturer med vilka han anslutit sig till eliten av finländska träskulptörer. Karjulas skulpturer visar en betydande hantverksskicklighet; hans figurativa arbeten är sympatiska och fyllda av humor. Tillsammans med Marko Vuokola har Karjula utfört ett minimalistiskt miljökonstverk bestående av 50 klot av spegelblankt rostfritt stål som sedan 2000 pryder området kring Sandviksbassängen i Helsingfors. 